# Baludži
Beludži (Baludži, Baluči) narod iranske jezične porodice, ali nejasnog porijekla, nastanjen na području Beludžistana koje se proteže u Iranu i Pakistanu, te susjednom Afganistanu. Ima ih oko 6 milijuna i uz belučki jezik (baludži), koji je srodan perzijskom jeziku, govore manjim dijelom i jezicima sistani i brahui i služe se arapskim pismom. Kako je Beludžistan planinsko i sušno područje, to je jako utjecalo na način života ovog naroda. Bave se poljoprivredom, dok neki žive polunomadskim načinom života, baveći se stočarstvom.

## Plemena
Beludži (Baludži) su podijeljeni po mnogobrojnim plemenima koja se u Pakistanu sastoje od dvije glavne skupine, Sulaimani i Makrani između kojih su nastanjena Brahui plemena.
Manja značajna plemena: Ahmadani, Brahmani, Bugti, Chandia, Gashkori, Gichki, Gopang, Hahani, Jatoi, Jiskani, Kandani, Korai, Lashari, Magsi, Mandrani, Mamdani, Marri, Mastoi, Mirani, Muliani, Nausherwani, Rakhashani (Rākhshānī), Sargani, Talpur, Umrani, Zarrani.
Plemena koja se služe sistanskim jezikom su Mir-Arab, Sanjarani, Sarbandi, Sargazi, Shahraki i Zamir-Farsyoon.
Plemena skupine Rind: Bozdar (klanovi: Dulani, Ghulamani, Chakrani, Sihani, Shahwani, Jalalani i Rustamani), Drishak (od: Kirmani, Mingwani, Gulfaz, Sargani i Arbani), Gurchani (klanovi: Durkani, Shekhani, Lashari, Petafi, Jiskani, Sibzani), Khetran, Khosa, Laghari (4 klana: Haddiani, Aliani, Bughlani, Haibatani), Mazari, Qaisrani (klanovi: Lashkarani, Khubdin, Budhani, Vaswani, Jarwar i Rustamani), Sori Lund, i Tibbi Lund.
Plemena u Omanu (2): Sadozai, Taherza.
Nestali: Dodai (danas se zovu Mirani, Hot i Kulachi ili Kolachi).

## Etnografija
Izvorna Baludži domovina možda je bila iranska visoravan. Prvi puta se spominju u arapskim kronikama iz 10. stoljeća. Njihova stara plemenska organizacija najbolje se očuvala među stanovnicima planina Sulaimān. Svako pleme (tuman) sastoji se od nekoliko klanova predvođeno poglavicom. Tradicionalno su nomadi, ali sve više postaju sjedilačko stanovništvo sa stalnim naseljima. Sela se sastoje od koliba učinjenih od blata ili kamena, obično na brežuljcima, prekrivenh rogozinom. Kao stočari uzgajaju deve, goveda, ovce i koze. Proizvodnja tepiha.
Na području Irana Baludži žive u palminim oazama Baludžistana gdje se uzgajaju razno voće, duhan, rižu, pamuk i indigo biljke.